# Формиат ртути(II)
Формиат ртути(II) — химическое соединение,
соль ртути и муравьиной кислоты
с формулой Hg(HCO2)2,
кристаллы,
слабо растворяется в холодной воде,
разлагается в горячей.

## Физические свойства
Формиат ртути(II) образует кристаллы.
Слабо растворяется в холодной воде,
разлагается в горячей.